# Stanisław Stańczyk
Stanisław Stańczyk CSsR (ur. 12 maja 1925 w Szynwaldzie, zm. 30 listopada 2015 w Tuchowie) – polski zakonnik, redemptorysta, biblista, tłumacz Pisma Świętego.

## Życiorys
W 1947 wstąpił do zakonu, 22 czerwca 1952 przyjął święcenia kapłańskie. W latach 1958–1962 był dyrektorem Biblioteki Prowincjalnej w Tuchowie, od 1958 był wykładowcą Wyższego Seminarium Duchownego oo. redemptorystów w Tuchowie i proboszczem tamtejszej Parafii Nawiedzenia NMP. W 1967 obronił na Katolickim Uniwersytecie Lubelskim pracę doktorską Wartości historyczne qumrańskiego Peszer do Księgi Habakuka, napisaną pod kierunkiem Stanisława Łacha. W Papieskim Instytucie Biblijnym obronił pod koniec lat 60. licencjat naukowy. W latach 1969–1972 był Prowincjałem Prowincji Warszawskiej Redemptorystów. W latach 1972–1990 ponownie wykładał w WSD w Tuchowie. Od 1995 do 2009 mieszkał i pracował w Niemczech i Austrii, następnie powrócił do Polski. W latach 2009–2013 był członkiem wspólnoty zakonnej w Lubaszowej.  W ostatnich latach życia bardzo mocno podupadł na zdrowiu, zmagając się m.in. z szybko postępującą chorobą Alzheimera. W 2013 został skierowany do domu zakonnego w Tuchowie, gdzie Zgromadzenie Redemptorystów posiada specjalnie wydzieloną część klasztoru dla starszych i chorych zakonników z fachową opieką pielęgniarską. Tam też zmarł 30 listopada 2015.
Dla Biblii Tysiąclecia przetłumaczył Księgę Liczb, Księgę Ozeasza i Księgę Habakuka, dla Biblii Poznańskiej – Księgę Jozuego, 1 i 2 Księgę Kronik oraz Księgę Rut, w serii tzw. komentarzy KUL – Księgę Habakuka. Opublikował książki Z Maryją w nowe tysiąclecie. Rozważania nowennowe (1999) i Zanim przyszła Miriam. Myśli na nieustanną nowennę (2007)